# Trigon Capital
Trigon Capital (до 1999 г. — Hansa Investments) — финский инвестиционный банк.

## История
Компания была основана в 1994 году в Финляндии предпринимателем Йоакимом Хелениусом как Hansa Investments. Современное название банк получил в 1999 году.

## Компания сегодня
Trigon Capital управляет активами на сумму около 520 млн евро. Также занимается альтернативными инвестициями в предприятия Центральной и Восточной Европы, в частности вкладывает средства в агрохозяйства (общая площадь около 30 000 га земли) и девелопмент.
Компания присутствует на российском рынке с 2005 года, когда ею была приобретена петербургская сеть кофеен «Идеальная чашка». В 2011 году была введена в эксплуатацию первая очередь транспортно-логистического комплекса «Тосно» в Ленинградской области строительство которого началось в 2007 году.
Trigon Capital через свой дочерний венчурный фонд Martinson Trigon Venture Partners, созданный совместно с эстонским предпринимателем Алланом Мартинсоном, инвестирует в ИТ-индустрию. В конце 2005 года компанией было приобретено примерно 25—30 % акционерного капитала крупного российского производителя программного обеспечения компании «Рексофт».
Также объектом инвестирования компания в России стала сфера сельского хозяйства. В 2007 году было начато строительство молочной фермы в Псковской области.
В планах компании — строительство сети элеваторов в ряде регионов России.